# Hermann Lothar von Auwach

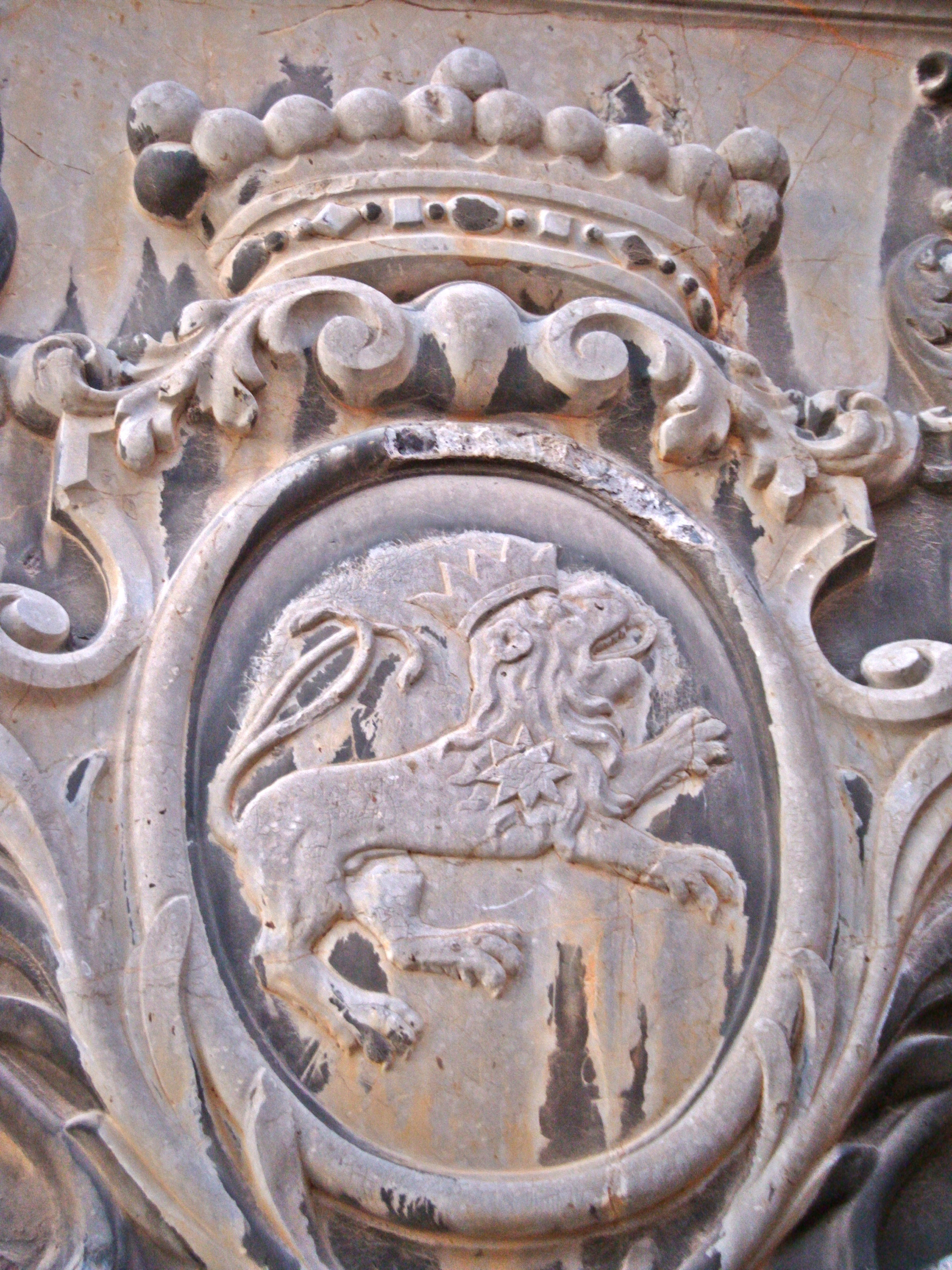
Familienwappen vom Epitaph des Domherrn

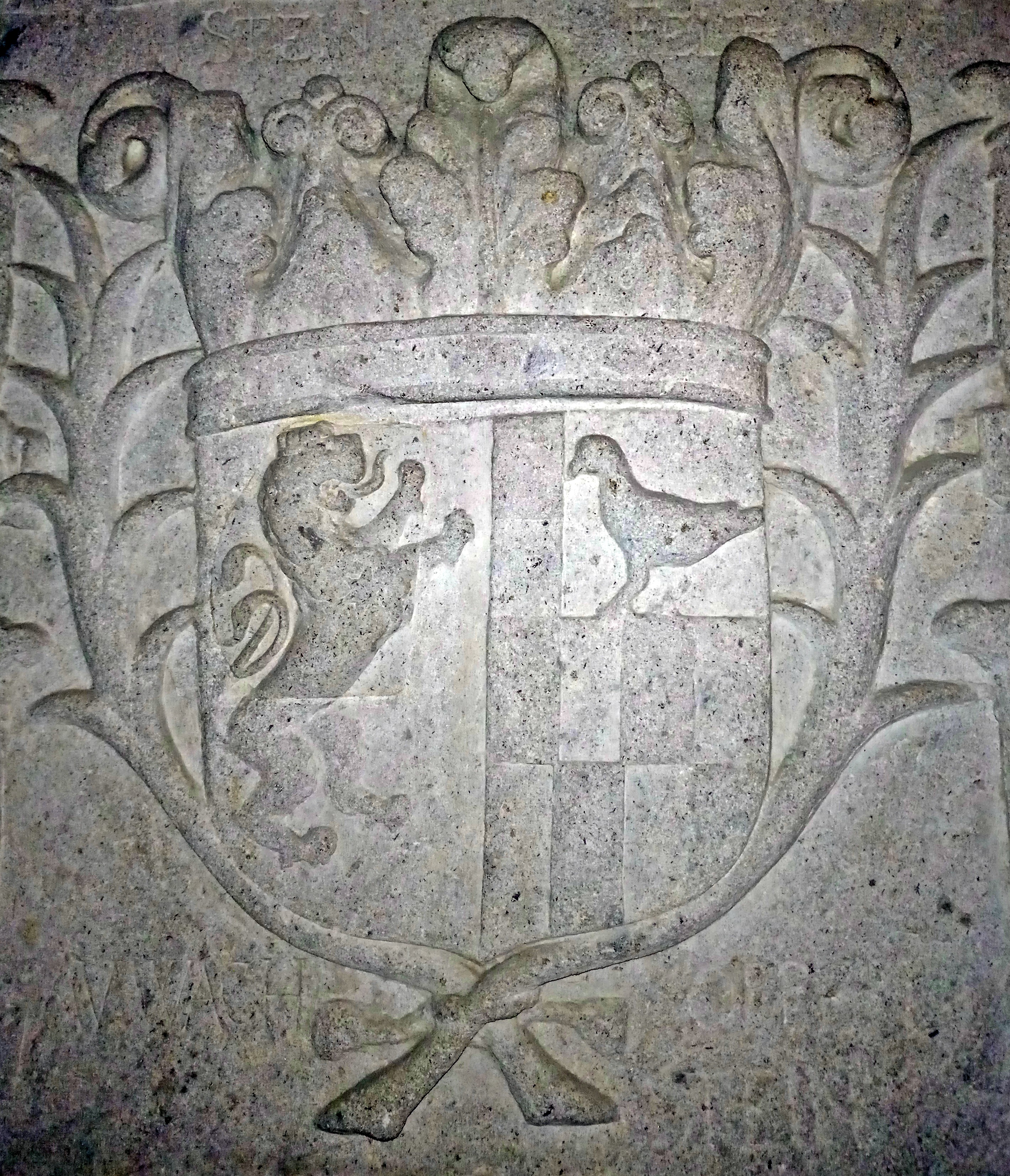
Auwach/Koppenstein Allianzwappen, vom Grabstein der Mutter (1692), Abteikirche St. Michael, Siegburg, Krypta

Hermann Lothar von Auwach (* um 1652; † 10. Mai 1722 in Speyer) war ein Freiherr, sowie Domherr im Domkapitel Speyer, dessen Wappenepitaph die Südseite des Speyerer Domes ziert.

## Herkunft und Familie
Er entstammte dem in der Eifel beheimateten Adelsgeschlecht von Auwach, das zu den Lehnsleuten des Trierer Fürsterzbischofs gehörte, und war der Sohn des Johann Philipp von Auwach, Amtmann zu Manderscheid bzw. Burgmann zu Schönecken, sowie dessen Gemahlin Aemilie Rosine von Koppenstein. Sie starb 1692 und wurde in der Krypta der Abteikirche St. Michael in Siegburg beigesetzt, wo ihr Epitaph mit einem Allianzwappen Auwach/Koppenstein erhalten ist.
Des Vaters Onkel Johann Friedrich Auwach amtierte von 1593 bis zu seinem Tod 1621 als Abt des Augustiner-Chorherrenstiftes Springiersbach. Wegen seines unbeugsamen Festhaltens am katholischen Glauben hatten ihn die protestantischen Sponheimer Landesherren entführt und eingesperrt, bis er eine Unterwerfungsurkunde unterschrieb, die er jedoch nach seiner Freilassung sofort widerrief. Für seine Glaubensfestigkeit gewährte ihm der Papst 1606 das Privileg, als erster Springiersbacher Abt eine Mitra tragen zu dürfen.
Der Mutter Bruder, Wolfgang Friedrich von Koppenstein († 1658), lebte als Domherr in Trier und ließ in Esch (bei Wittlich) ein  prächtiges Wegkreuz errichten. Die Koppensteiner bildeten eine Seitenlinie der  Grafen von Sponheim.
Hermann Lothars Bruder Johann Wolfgang von Auwach († 1733) war kaiserlicher Feldmarschallleutnant und Kommandant von Konstanz, der Bruder Johann Philipp bekleidete den gleichen Rang in der kurpfälzischen Armee. Die Schwester Maria Katharina († Speyer, 1712) heiratete den Dirmsteiner Adeligen Johann Friedrich Franz von Sturmfeder (1650–1691) und hatte mit ihm den regional bedeutsamen Sohn Marsilius Franz Sturmfeder von Oppenweiler (1674–1744). Maria Katharina Sturmfeder von Oppenweiler geb. von Auwach wurde zu Lebzeiten ihres Bruders im Speyerer Dom bestattet und hatte dort ein Epitaph, wie Johann Franz Capellini von Wickenburg (1677–1752) in Band 2 des „Thesaurus Palatinus“ überliefert.

## Leben und Wirken

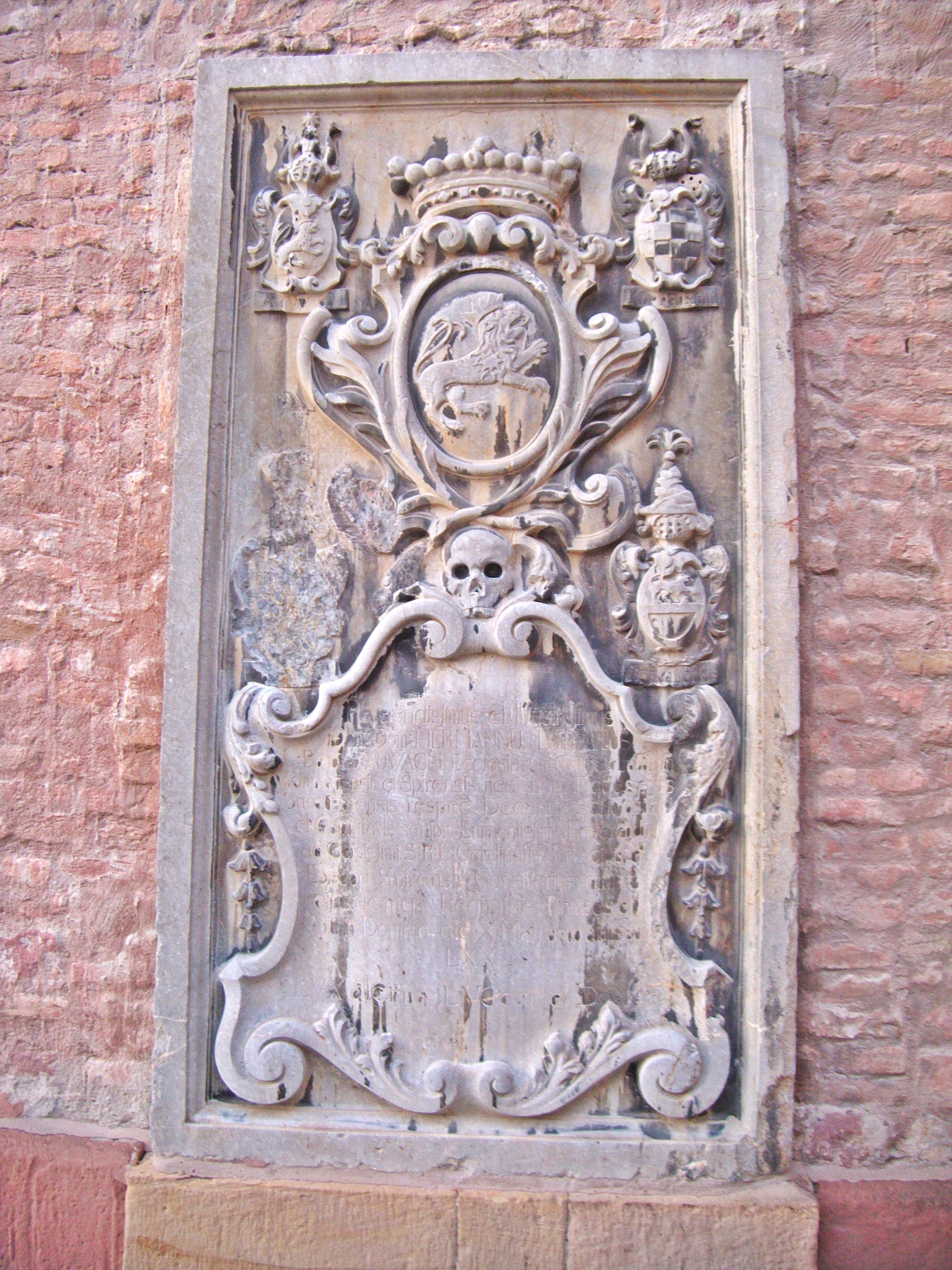
Epitaph des Domherren Hermann Lothar von Auwach, Südseite des Speyerer Domes

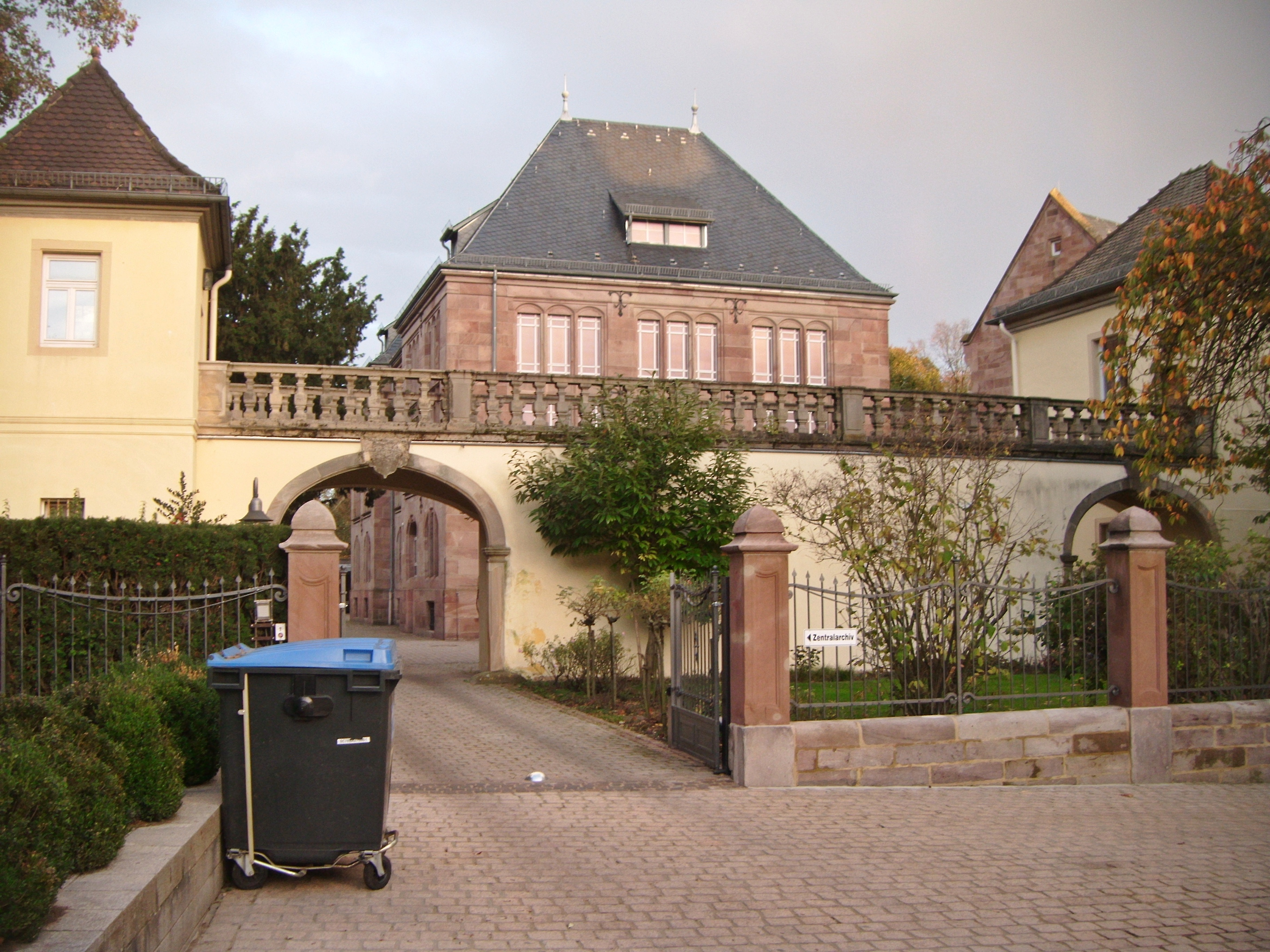
Das Torhaus des Palais Auwach in Speyer, sogenannte Auwach-Balustrade

Hermann Lothar von Auwach wählte den geistlichen Stand. Er studierte am Collegium Germanicum in Rom, wurde aber nie Priester, sondern empfing nur die niederen Weihen. 1671 erhielt er, auf päpstliche Provision, eine Domherrenpräbende in Worms. Das Wormser Domkapitel schrieb mindestens vier adelige Vorfahren der beiden Eltern als Bedingung zur Aufnahme vor, welche der Kandidat auch glaubwürdig vorbrachte. Als schon bald danach das Amt des Wormser Dompropstes, ebenfalls auf päpstliche Provision hin, durch den Bruder Johann Wolfgang von Auwach besetzt werden sollte, kamen Zweifel auf, ob der Kandidat tatsächlich die geforderten vier adeligen Vorfahren aufweisen könne. Man verweigerte ihm deshalb die Stelle. Es entwickelte sich ein langwieriger Streit zwischen dem Wormser Domkapitel und den Brüdern von Auwach, um die adelsmäßige Würdigkeit der beiden, in den neben der Kölner Nuntiatur auch der Kaiser und der Papst eingeschaltet wurden. 1685 stellte man abschließend fest, dass der Großvater Gerlach Auwach, einst Schultheiß von Wittlich, offenbar noch nicht das Adelsprädikat besessen habe und demnach die Adelsreihe nicht für das Wormser Kapitel ausreiche. Die Entscheidung führte hauptsächlich ein Attest der Niederrheinischen Ritterschaft herbei, in dem es heißt, es fänden sich in den Unterlagen keine eindeutigen Belege für die adelige Herkunft der Familie Auwach. Deshalb nahm man Johann Wolfgang von Auwach nicht als Domkapitular an und er schlug die Offizierslaufbahn ein; Hermann Lothar von Auwach durfte unabhängig vom Ergebnis der Untersuchung seine schon länger innegehabte Domherrenstelle behalten, da diese inzwischen einen Bestandsschutz genoss. Kurz nach Erledigung des Streites wurden beide Brüder in den Freiherrenstand des Reiches erhoben.
Bereits unter dem Bischof Lothar Friedrich von Metternich-Burscheid war Hermann Lothar von Auwach 1672 als Rat in die Landesregierung (Statthalterei) des Hochstiftes Speyer berufen worden. Bald wurde er auch ins Speyerer Domkapitel gewählt. Unter Bischof Johann Hugo von Orsbeck brannten die Franzosen 1689 Speyer nieder. Das Domkapitel flüchtete zunächst nach Heidelberg, dann nach Frankfurt am Main und kehrte als Körperschaft erst 1702 in die Bischofsstadt zurück. 
Hermann Lothar von Auwach scheint einer der ersten zurückgekehrten Domherren gewesen zu sein, denn am 26. Januar 1700 tritt er bereits als Trauzeuge im nahen Mußbach auf. Im gleichen Jahr erwarb der Kleriker das Ruinengrundstück des einstigen Schlegelhofes des Domherrn David Göler von Ravensburg (1463–1539), südlich der Kathedrale, und errichtete darauf sein Wohnpalais. Später kaufte es der Domscholaster  Karl Joseph von Mirbach, weshalb es dann allgemein als Mirbach-Haus bezeichnet wurde. 1902 entstand hier der Neubau des pfälzischen Staatsarchives, welcher derzeit als Zentralarchiv der Evangelischen Kirche der Pfalz dient. Vom historischen Domherrenpalais ist dort jedoch das Torhaus mit Türmen erhalten, die sogenannte Auwach-Balustrade, die noch heute an den Erbauer erinnert.
1711 wurde Heinrich Hartard von Rollingen Bischof von Speyer. Zuvor hatte er viele Jahre als Statthalter der oft abwesenden Bischöfe amtiert und kannte Auwach, als dessen direkter Vorgesetzter, deshalb sehr gut. Sogleich nach seinem Amtsantritt bestimmte Rollingen den Domkapitular, der inzwischen auch Scholaster am Ritterstift Odenheim in Bruchsal war, zum bischöflichen Regierungspräsidenten in Speyer; 1717 wurde Auwach Domdekan und blieb es bis zu seinem Tode, 1722. Man bestattete ihn an der südlichen Außenseite des Domes, im Bereich des früheren Kreuzganges. Dort befindet sich noch sein qualitativer Wappenepitaph (2013). Neben dem mittleren Hauptwappen Auwach trägt das Denkmal auch 4 adelige Ahnenwappen, wovon eines, samt Schriftzug, ausgehauen wurde. Die erhaltenen Ahnenwappen sind: Auwach, Koppenstein und Steinkallenfels.